# Valeriu Duminică
Valeriu Duminică (ur. 8 kwietnia 1987) – mołdawski judoka. Olimpijczyk z Rio de Janeiro 2016, gdzie zajął dziewiąte miejsce w wadze półśredniej
Siódmy na mistrzostwach świata w 2015; uczestnik zawodów w 2007, 2009, 2010, 2011 i 2014. Startował w Pucharze Świata w latach 2007-2015. Piąty na mistrzostwach Europy w 2016 roku.

## Letnie Igrzyska Olimpijskie 2016
| Konkurencja | Eliminacje               | Eliminacje                | Klas. końcowa |
| Konkurencja | Przeciwnik I             | Przeciwnik II             | Miejsce       |
| ----------- | ------------------------ | ------------------------- | ------------- |
| 81 kg       | Srđan Mrvaljević (MNE) Z | Matteo Marconcini (IIA) P | 9.            |